# Seven Lives Many Faces
Seven Lives Many Faces es el nombre del séptimo álbum de estudio de Enigma, lanzado internacionalmente el 19 de septiembre de 2008. Michael Cretu había indicado que este álbum contendría un sonido «omnicultural» diferente a cualquiera de los otros discos lanzados previamente por él. 
Antes, el 12 de septiembre, el disco fue publicado en la página de Enigma MySpace. A raíz del gran éxito en MySpace (más de 400 000 oyentes en 2 días), algunos de los sitios web internacionales, como MTV y VH1, empezaron a dar a conocer el álbum hasta el 22 de septiembre de 2008.
El álbum lograría alcanzar el n.º 18 en Suiza, el n.º 30 en Austria, y el n.º 92 en los Estados Unidos.

## Lanzamiento
En el mes de junio de 2008 se dio a conocer la noticia de que el proyecto musical Enigma estaba elaborando un nuevo álbum, con lo cual se lanzó la página web oficial de Enigma llamada Enigma Space, cuyo contenido marcaba una cuenta regresiva que estaba relacionada con la salida del nuevo álbum, acompañado de una campaña de promoción. El lanzamiento de esta página oficial permitió también a los usuarios poder registrarse en ella para ir desvelando el nuevo contenido que iría a tener el nuevo disco de Enigma.

### Contenido musical
En el tema «Déjà Vu» aparecen sampleados «Morphing Thru Time», «Prism of Life» y «The Roundabout», todos ellos pertenecientes al álbum Le Roi Est Mort, Vive Le Roi!. Asimismo, los hijos gemelos de Michael Cretu, Nikita y Sebastian, aparecen por primera vez en un disco de Enigma cantando en la canción «The Same Parents».

## Sencillos
Los dos primeros sencillos del álbum, «Seven Lives» y «La Puerta del Cielo», fueron publicados como doble cara A en un solo disco. Los videos de cada canción utilizaron escenas de vídeos anteriores de Enigma, en particular de los de «Push the Limits» (en «Seven Lives») y «Age of Loneliness» (en «La Puerta del Cielo»). 
«The Same Parents», el tercer sencillo extraído del álbum, solo fue publicado para descarga digital a través de iTunes.

## Publicación en DVD
Seven Lives Many Faces se publicó también en formato DVD a finales del año 2008, con sonido envolvente de 5.1 canales, similar al álbum previo A Posteriori.

## Listado de canciones
1. «Encounters» (Michael Cretu) — 3:12
2. «Seven Lives» (Michael Cretu) — 4:25
3. «Touchness» (Michael Cretu) — 3:35
4. «The Same Parents» (Michael Cretu) — 5:19
5. «Fata Morgana» (Michael Cretu) — 4:05
6. «Hell's Heaven» (Michael Cretu) — 3:51
7. «La Puerta del Cielo» (Michael Cretu, Margarita Roig) — 3:27
8. «Distorted Love» (Michael Cretu, Andru Donalds) — 4:11
9. «Je T'aime Till My Dying Day» (Michael Cretu, Andru Donalds) — 4:18
10. «Déjà Vu» (Michael Cretu) — 2:56
11. «Between Generations» (Michael Cretu, Margarita Roig) — 4:30
12. «The Language of Sound» (Michael Cretu) — 4:20
13. «Epilogue (Instrumental)» * (Michael Cretu) — 1:59

(*) solo en la edición japonesa
Disco de la Edición Especial de 2 CD.
1. «Superficial» (Michael Cretu) — 2:58
2. «We Are Nature» (Michael Cretu) — 3:51
3. «Downtown Silence» (Michael Cretu) — 2:11
4. «Sunrise» (Michael Cretu) — 2:35
5. «The Language of Sound» (Slow Edit) (Michael Cretu) — 3:57

### Versión iTunes
Aparte de un tema nuevo –«Where Are We From?»–, la versión de iTunes incluye un comentario de Michael Cretu a cada pista y título del álbum.
1. Comentario sobre el título del álbum — 0:45
2. Comentario sobre «Seven Lives» — 0:40
3. Comentario sobre «Touchness» — 0:38
4. Comentario sobre «The Same Parents» — 0:54
5. Comentario sobre «Fata Morgana» — 0:43
6. Comentario sobre «Hell's Heaven» — 0:31
7. Comentario sobre «La Puerta del Cielo» — 0:59
8. Comentario sobre «Distorted Love» — 0:59
9. Comentario sobre «Je T'aime Till My Dying Day» — 0:39
10. Comentario sobre «Déjà Vu» — 0:39
11. Comentario sobre «Between Generations» — 0:52
12. Comentario sobre «The Language of Sound» — 0:45
13. «Where Are We From?»

## Créditos
CD 1
- Andru Donalds – vocalista (pistas 2, 4, 8, 9)
- Nikita C., Sebastian C., Nanuk – vocalistas (pista 4)
- Margarita Roig – vocalista (pistas 7, 11)
- Nanuk – vocalista (pista 4), narración (pista 9)

CD 2
- Ruth-Ann (de Olive) – vocalista
- Margarita Roig – vocalista (pista 2)

## Posicionamiento en las listas
| Lista (octubre de 2008) | Posición más alta |
| ----------------------- | ----------------- |
| Austria                 | 30                |
| Bélgica (Fla.)          | 52                |
| Bélgica (Val.)          | 42                |
| España                  | 75                |
| Estados Unidos          | 92                |
| Estados Unidos          | 92                |
| Estados Unidos          | 1                 |
| Francia                 | 93                |
| México                  | 59                |
| Países Bajos            | 22                |
| Portugal                | 29                |
| Suiza                   | 18                |